# KT266
| VIA KT266                                              | VIA KT266                      |
| ------------------------------------------------------ | ------------------------------ |
|                                                        |                                |
| Материнская плата MSI K7T266 Pro2 на чипсете VIA KT266 |                                |
| Поддержка ЦП                                           | Athlon Athlon XP Duron Sempron |
| Поддержка сокета                                       | Socket A                       |
| Предшественник                                         | KT133                          |
| Преемник                                               | KT333                          |

KT266 — чипсет для материнской платы, выпущенный фирмой VIA в 2001 г. Поддерживал процессоры Athlon, Athlon XP, Duron и Sempron Socket A. Имел также поддержку системной шины 100(200) и 133(266)MHz, а также памяти DDR PC2100.
Это был первый массовый чипсет с поддержкой памяти DDR. В то время фирма Intel поддерживала дорогую и не слишком эффективную память RIMM (массовые модели материнских плат на i845 использовали SDRAM). Фирма AMD выпустила пробный чипсет AMD 760 с поддержкой DDR, но большого распространения он не получил. К тому же этот чипсет не имел своего собственного южного моста и использовал южный мост VIA.
Чипсет был выпущен в период наивысшего расцвета фирмы VIA, когда она после выпуска KT133 стала крупнейшим поставщиком чипсетов для процессоров AMD. Этот период продолжался до выпуска фирмой Nvidia чипсета nForce2.
Впоследствии был выпущен KT266A, в котором фирма VIA исправила ошибки KT266. Некоторые поздние модели на KT266A (например, фирмы PC Chips) имели поддержку шины 166(333) MHz, хотя память при этом работала на частоте 133 MHz.
Выпускался также чипсет KM266, имевший встроенное видеоядро S3 Savage 8.